# 内田正肥
内田 正肥（うちだ まさもと）は、江戸時代後期の大名。下総小見川藩の第5代藩主。小見川藩内田家8代。

## 生涯
寛政2年（1790年）4月15日、第4代藩主・内田正純の長男として生まれる。文化3年（1806年）10月6日、父の隠居により跡を継ぎ、12月に叙任する。竹橋門番、日光祭祀奉行、大番頭を歴任したが、文化12年（1815年）12月に病気を理由に大番頭を辞任し、翌年6月14日に死去。享年27。跡を養子の正容（石河貞通（伊東長丘の五男）の三男）が継いだ。

## 系譜
父母
- 内田正純（父）
- 水野忠見の娘（母）

正室
- 松平忠恕の娘

養子
- 内田正容 ー 石河貞通の三男